# Arma nuclear táctica

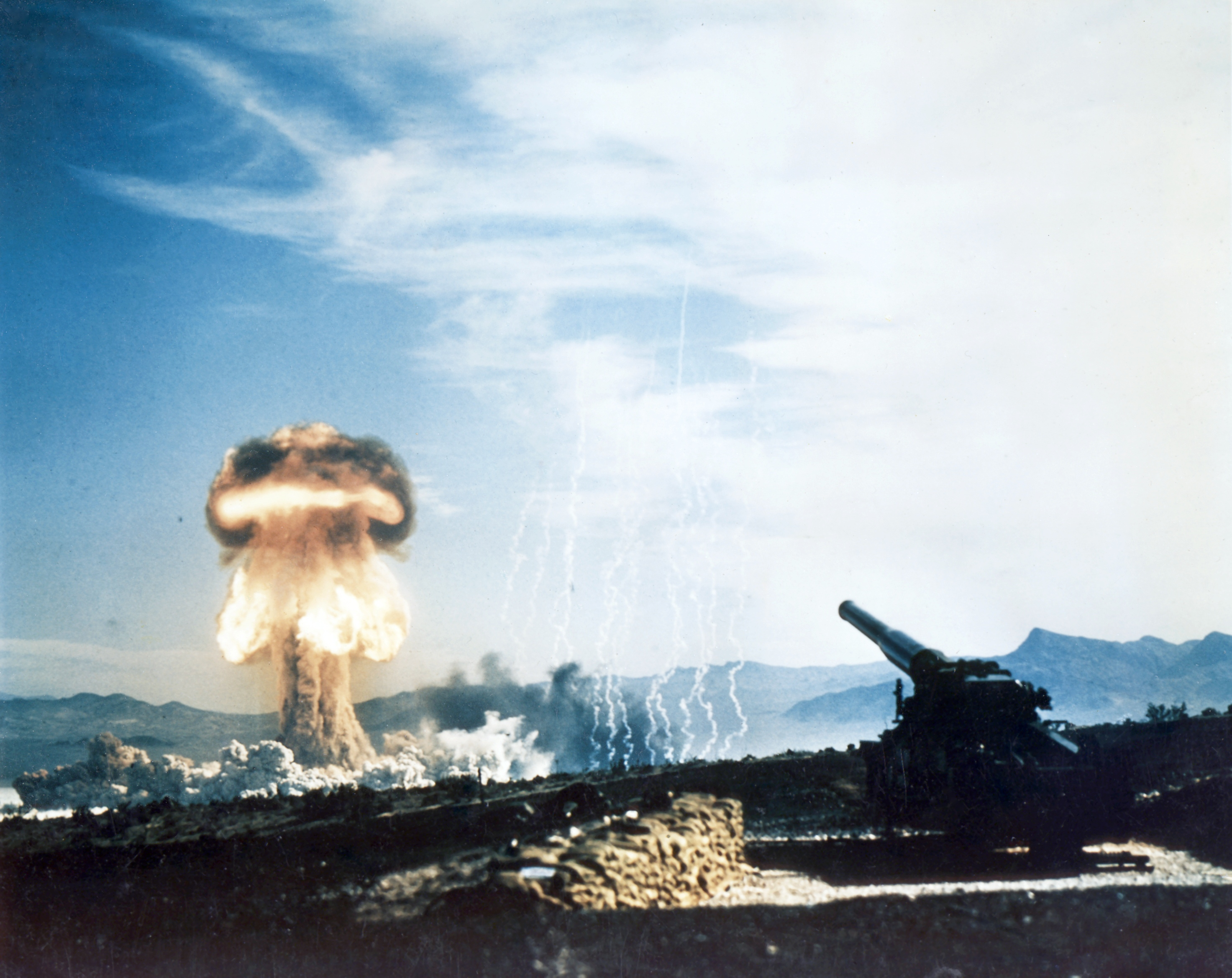
Prueba estadounidense de disparo de un proyectil nuclear desde una pieza de artillería (Operación Upshot-Knothole, 1953).

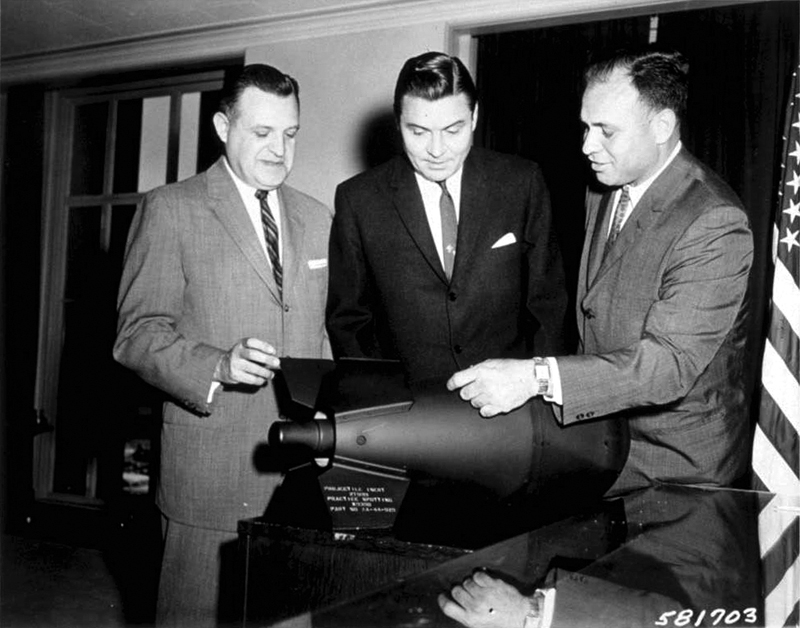
Los funcionarios estadounidenses ven una ojiva nuclear W54 (con un rendimiento explosivo de 10 o 20 toneladas) como se usa en el arma sin retroceso Davy Crockett, una de las armas nucleares más pequeñas jamás fabricadas.

Un arma nuclear táctica, o no estratégica, es un arma nuclear de corto alcance, diseñada para ser utilizada en un campo de batalla contra objetivos específicos, probablemente con fuerzas amigas en las proximidades y quizás incluso en un territorio amigo en disputa. Generalmente más pequeñas en potencia explosiva, se definen en contraste con las armas nucleares estratégicas, ya que esas están diseñadas principalmente para apuntar al interior del enemigo lejos del frente de guerra contra bases militares, ciudades, pueblos, industrias de armas y otras áreas fortalecidas o más grandes objetivos para dañar la capacidad del enemigo para hacer la guerra.

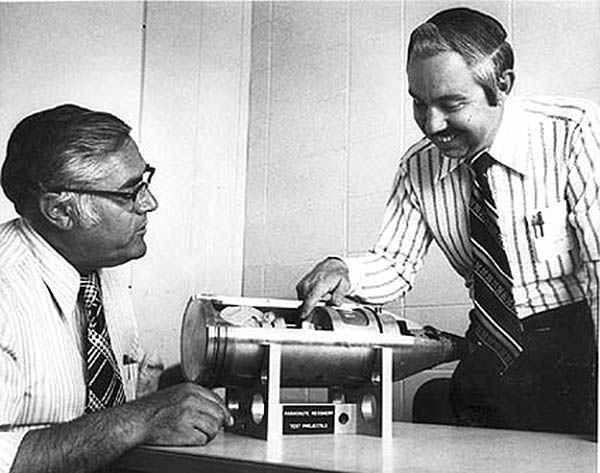
Científicos estadounidenses con un modelo recortado a escala real del W48, un arma nuclear táctica muy pequeña con un rendimiento explosivo equivalente a 72 toneladas de TNT (0,072 kilotones). Alrededor de 100 de estos proyectiles se produjeron durante la Guerra Fría.

Las armas nucleares tácticas incluyen bombas de gravedad, misiles de corto alcance, proyectiles de artillería, minas terrestres, cargas de profundidad y torpedos que están equipados con ojivas nucleares. También en esta categoría están los misiles tierra - aire (SAM) y los misiles aire - aire con armas nucleares basados en tierra o en barcos. Armas tácticas pequeñas, portátiles para dos hombres o portátiles para camiones (a veces denominadas engañosamente como dispositivos nucleares de maleta), como la munición especial de demolición atómica y el cañón sin retroceso Davy Crockett (cañón de ánima lisa sin retroceso), pero la dificultad de combinar un rendimiento suficiente con la portabilidad podría limitar su utilidad militar. En tiempos de guerra, tales explosivos podrían usarse para demoler "cuellos de botella" para las ofensivas enemigas, como túneles, pasos de montaña estrechos y viaductos largos.
No existe una definición exacta de la categoría "táctica" en términos de alcance o rendimiento del arma nuclear. El rendimiento de las armas nucleares tácticas es generalmente más bajo que el de las armas nucleares estratégicas, pero las más grandes siguen siendo muy poderosas, y algunas ojivas de rendimiento variable cumplen ambas funciones. Por ejemplo, la ojiva W89 de 200 kilotones estaba destinada a armar tanto la carga de profundidad propulsada por cohetes antisubmarinos tácticos Sea Lance como el misil de separación SRAM II lanzado por bombarderos estratégicos. Las ojivas nucleares tácticas modernas tienen un rendimiento de decenas de kilotones, o potencialmente cientos, varias veces mayor que el de las armas utilizadas en los bombardeos atómicos de Hiroshima y Nagasaki. Específicamente en la Península de Corea, con una Corea del Norte nuclear enfrentándose a una Corea del Sur que cumple con el Tratado de No Proliferación Nuclear, ha habido llamados para solicitar la devolución de las armas nucleares de corto alcance y bajo rendimiento, de propiedad y operación estadounidenses (llamadas "tácticas" por el Ejército de EE. UU.) para proporcionar una disuasión estratégica local al creciente arsenal nuclear y sistemas de lanzamiento de producción nacional de Corea del Norte.
Algunas armas nucleares tácticas tienen características específicas destinadas a mejorar sus características en el campo de batalla, como el rendimiento variable, que permite variar su poder explosivo en un amplio rango para diferentes situaciones, o armas de radiación mejoradas (las llamadas "bombas de neutrones") que están destinados a maximizar la exposición a la radiación ionizante y minimizar los efectos de las explosiones.
A los misiles y bombarderos estratégicos se les asignan objetivos preplanificados que incluyen aeródromos enemigos, radares y defensas tierra-aire, no solo ataques de contrafuerza en bases de misiles, submarinos y bombarderos reforzados o de área amplia. La misión estratégica es eliminar las defensas nacionales de la nación enemiga para permitir que los bombarderos y misiles siguientes amenacen las fuerzas estratégicas, el mando y la economía de la nación enemiga de manera más realista, en lugar de apuntar a los activos militares móviles en tiempo casi real mediante el uso de armas tácticas que están optimizadas para misiones de ataque sensibles al tiempo que a menudo están cerca de las fuerzas amigas.
Las armas nucleares tácticas fueron una gran parte de los niveles máximos de almacenamiento de armas nucleares durante la Guerra Fría.
El riesgo de que el uso de armas nucleares tácticas pueda conducir inesperadamente a una rápida escalada de una guerra al uso completo de armas estratégicas ha llevado a que se hagan propuestas dentro de la OTAN y otras organizaciones para poner límites y hacer más transparente el almacenamiento y uso de armas nucleares. armas tácticas. Cuando la Guerra Fría llegó a su fin en 1991, EE. UU. y la URSS retiraron la mayoría de sus armas nucleares tácticas del despliegue y se deshicieron de ellas. Las miles de ojivas tácticas empuñadas por ambos lados a fines de la década de 1980 se redujeron a las 230 ojivas estadounidenses y las 1000 a 2000 de la Federación Rusa estimadas en 2021, aunque las estimaciones para Rusia varían ampliamente.
Nunca se ha utilizado un arma nuclear táctica en una situación de combate.

## Utilización
Los usos en el campo de batalla para las armas nucleares tácticas serían las siguientes:
- Contra una gran fuerza terrestre.
- Contra un búnker subterráneo fortificado.
- Contra objetivos remotos y/o fuertemente defendidos difíciles o imposibles de alcanzar con las armas convencionales.
- Contra una gran invasión de la fuerza anfibia.
- Contra un convoy de suministro.
- Contra un escuadrón de bombarderos estratégicos.
- Contra un grupo naval de combate.
- Como forma de "marcar territorio", buscando desincentivar psicológicamente a enemigos o a otros potenciales adversarios.

## Riesgo de escalar un conflicto

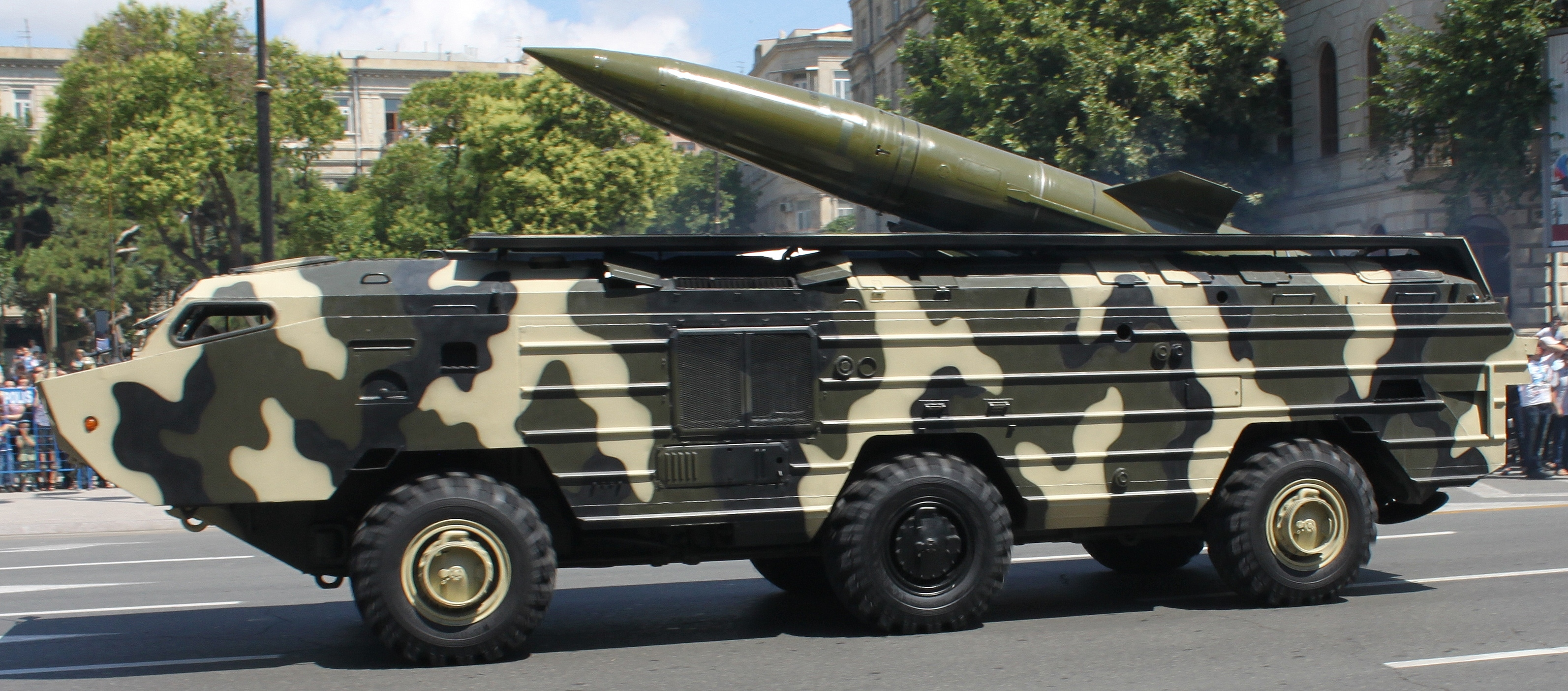
Misil ruso OTR-21 Tochka. Capaz de disparar una ojiva nuclear de 100 kilotones a una distancia de 185 km.

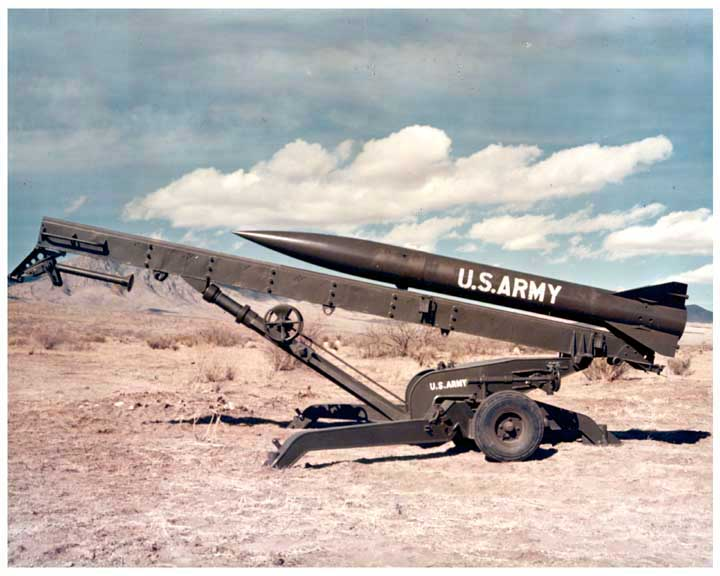
Misil estadounidense MGR-3 Little John, de 4,4. metros de largo con un diámetro de 32 cm y un peso de 350 kg. Capaz de disparar una ojiva W45 (rendimiento de 10 kilotones) a una distancia de 19 km.

El uso de armas nucleares tácticas contra oponentes armados de manera similar puede conllevar un peligro significativo de escalar el conflicto más allá de los límites previstos, de lo táctico a lo estratégico. La existencia y el despliegue de ojivas nucleares tácticas pequeñas y de bajo rendimiento podría ser un estímulo peligroso para la guerra nuclear preventiva y de base avanzada, ya que las armas nucleares con rendimientos destructivos de 10 toneladas de TNT (por ejemplo, el diseño de ojiva W54) podrían usarse con más gusto en tiempos de crisis que las ojivas con rendimientos de 100 kilotones.
El uso de armas nucleares tácticas presenta el riesgo de escalar el conflicto hasta llegar a un punto de inflexión que provoque el uso de armas nucleares estratégicas como los misiles balísticos intercontinentales. Además, las armas nucleares tácticas que es más probable que se usen primero (es decir, las armas más pequeñas y de bajo rendimiento, como la artillería nuclear que data de la década de 1960) generalmente han estado bajo un control político menos estricto en momentos de crisis de combate militar que las armas estratégicas. Early Permissive Action Links podría ser tan simple como una cerradura de combinación mecánica. Si un oficial relativamente subalterno en control de un arma nuclear táctica pequeña (p. ej., el M29 Davy Crockett) estaban en peligro inminente de ser abrumados por las fuerzas enemigas, podía solicitar permiso para dispararlo y, debido al control descentralizado de la autorización de ojivas, su solicitud podría ser concedida rápidamente durante una crisis.
Por estas razones, las reservas de ojivas nucleares tácticas en los arsenales de la mayoría de los países se han reducido drásticamente c. 2010, y los tipos más pequeños se han eliminado por completo. Además, la mayor sofisticación de los mecanismos PAL de "Categoría F" y su infraestructura de comunicaciones asociada significa que ahora se puede mantener el control centralizado de las ojivas nucleares tácticas (por parte de los líderes políticos más importantes del país), incluso durante el combate.

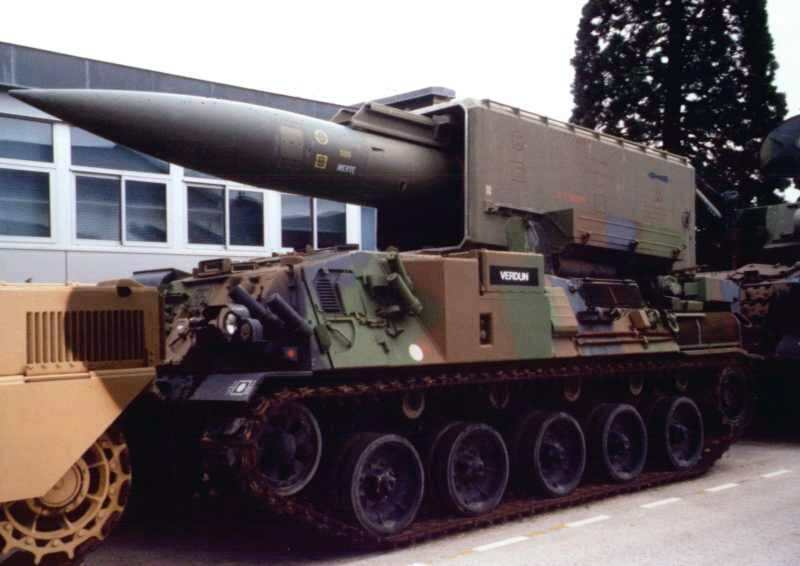
Misil francés Pluton alrededor de la década de 1970. Capaz de disparar una ojiva nuclear de 15 kilotones a una distancia de 120 km.

Algunas ojivas nucleares de rendimiento variable, como la bomba nuclear B61, se han producido en versiones tácticas y estratégicas. Mientras que el rendimiento seleccionable más bajo de un B61 táctico (Mod 3 y Mod 4) es de 0,3 kilotones (300 toneladas), los mecanismos PAL modernos aseguran que se mantenga un control político centralizado sobre cada arma, incluidos sus rendimientos destructivos.
Con la introducción del B61 Mod 12, Estados Unidos tendrá cuatrocientas bombas nucleares idénticas cuya naturaleza estratégica o táctica estará determinada únicamente por la misión y el objetivo, así como por el tipo de avión en el que se transporten.
Según varios informes, incluidos los del Fondo Carnegie para la Paz Internacional y Bulletin of the Atomic Scientists, como resultado de la eficacia y aceptabilidad del uso de municiones de precisión de la USAF con pocos daños colaterales en el conflicto de Kosovo en lo que equivalía a destrucción estratégica una sola vez posible con armas nucleares o bombardeos masivos, Vladímir Putin, entonces secretario del Consejo de Seguridad de Rusia, formuló un concepto ("escalar para desescalar") de usar amenazas y ataques nucleares tanto tácticos como estratégicos para desescalar o hacer que un enemigo se retire de un conflicto convencional que amenaza lo que Rusia considera un interés estratégico. Otros expertos cuestionan el umbral reducido para el uso de armas nucleares por parte de Rusia.

## Control de tratados
Diez países miembros de la OTAN han avanzado un plan de fomento de la confianza para la OTAN y Rusia que podría conducir a tratados para reducir las armas nucleares tácticas en Europa.
Sin embargo, mientras tanto, a partir de 2012, la OTAN estaba avanzando con un plan para mejorar sus armas nucleares tácticas con una guía de precisión que las haría equivalentes a armas estratégicas en efectos contra objetivos reforzados, y transportarlas en aviones furtivos que son mucho más sobrevivientes contra las defensas aéreas actuales.

## Especulaciones sobre su potencial uso en la guerra Rusia-Ucrania de 2022
Durante la invasión rusa de Ucrania de 2022 se ha especulado constantemente sobre si Rusia empleará armas nucleares tácticas.
Por ejemplo, Christo Grozev, periodista de BellingCat, plantea como probable un ataque nuclear ruso contra Polonia. Así mismo, en junio de 2023 Rusia confirmaba el traslado de un lote de armas nucleares tácticas a Bielorrusia. Y ya en marzo de 2022 el presidente ruso reiteraba la disposición en el uso de armas nucleares tácticas si lo consideran preciso.
Rusia justifica su potencial uso ante el despliegue de armamento con uranio empobrecido en Ucrania y ante el hecho de que países próximos a Rusia ya disponen de dispositivos similares de origen estadounidense.